# Les Repentis (film)
Pour plus de détails, voir Fiche technique et Distribution.
Les Repentis (Maixabel) est un film espagnol réalisé par Icíar Bollaín, sorti en 2021. Il a connu un important succès en Espagne et, tout particulièrement, au Pays basque.
Le film est basé sur l'histoire vraie de Maixabel Lasa, la veuve de Juan María Jáuregui (es), assassiné en 2000.

## Synopsis
L'épouse d'un homme politique basque influent, qui a été assassiné par le groupe terroriste ETA, a pris la tête d'une association de soutien aux victimes. Elle organise des moments de commémoration jusqu'au jour où l'un des assassins de son mari, emprisonné dans une maison d'arrêt de haute sécurité, demande à lui parler. Elle hésite puis se résout à le voir. S'engage alors un étrange et difficile dialogue entre victime et criminel qui accompagne le mouvement de cessez-le-feu et la fin du terrorisme basque d'ETA en 2011.

## Fiche technique
Sauf indication contraire, les informations mentionnées dans cette section peuvent être confirmées par la base de données cinématographiques IMDb,  présente dans la section « Liens externes ».
- Titre original : Maixabel
- Titre français : Les Repentis
- Réalisation : Icíar Bollaín
- Scénario : Icíar Bollaín et Isa Campo
- Musique : Alberto Iglesias
- Costumes : Claira : Bilbao
- Direction artistique : Mikel Serrano
- Photographie : Javier Agirre
- Son : Alazne Ameztoy
- Montage : Nacho Ruiz Capillas
- Production : Koldo Zuazua, Guillermo Sempere, Juan Moreno et Guadalupe Balaguer Trelles
- Société de production : 
  - Crea SGR
  - Departamento de Cultura del Gobierno Vasco
  - Diputación Foral de Gipuzkoa
  - Euskal Irrati Telebista (EiTB)
  - Feel good Media
  - Feelgood
  - Instituto de Crédito Oficial (ICO)
  - Instituto de la Cinematografía y de las Artes Audiovisuales (ICAA)
  - Kowalski Films
  - Maixabel Film
  - Movistar+
  - Radio Televisión Española (RTVE)
- Société de distribution : Epicentre Films
- | Médias externes |                                                |
| Images          |                                                |
|                 | Affiche du film sur le site Allociné           |
| Vidéos          |                                                |
|                 | Bande-annonce sur le compte YouTube de Tempête |Pays de production :  Espagne
- Format : couleur
- Genre : drame
- Durée : 115 minutes
- Dates de sortie :
  - Espagne : 18 septembre 2021 (Festival international du film de Saint-Sébastien 2021) ; 24 septembre 2021 (sortie nationale)
  - France : 9 novembre 2022

## Distribution
Sauf indication contraire, les informations mentionnées dans cette section peuvent être confirmées par la base de données cinématographiques Allociné,  présente dans la section « Liens externes ».
- Blanca Portillo : Maixabel Lasa
- Luis Tosar : Ibon Etxezarreta
- María Cerezuela : María Jauregui
- Urko Olazabal : Luis Carrasco
- Tamara Canosa : Esther Pascual
- Bruno Sevilla : Luichi

## Accueil

### Critique
En France, le site Allociné propose une moyenne de 3,6⁄5, après avoir recensé 14 critiques de presse.
Pour le site Culturopoing, « La cinéaste refuse le manichéisme en multipliant les interactions entre les personnages aux positions contradictoires, interrogeant par là le spectateur, sans lui imposer une lecture confortable du « prêt à penser » si courante dans le cinéma militant ».
Pour L'Obs, « De ce débat universel, la réalisatrice madrilène Icíar Bollaín a tiré un grand film politique sur le remords et le pardon, où la réconciliation, même si beaucoup persistent à la refuser, n’est pas une utopie ».
Pour le journal La Croix, « Couronné de trois Goyas, dont celui de la meilleure interprète féminine attribué à Blanca Portillo, ce film bouleversant décrit la volonté de dialogue de certains terroristes de l’ETA avec les proches des victimes. Et comment cette initiative a préparé le chemin d’une paix jusque-là introuvable ».
Pour Télérama, « À travers ce beau portrait de femme qui veut affronter la vie de victime devenue la sienne quand elle a perdu sa vie de couple, des pistes de réflexion s’ouvrent. Qui peuvent devenir un chemin ».
Pour aVoir-Alire, « Complexe et ambigu, Les Repentis retrace dans un récit assez linaire le cheminement personnel d’un terroriste de l’ETA vers la reconnaissance de ses crimes vis-à-vis de ses victimes. Intéressant mais un peu trop bavard ».

### Box-office
Pour son premier jour d'exploitation en France, Les Repentis réalise 662 entrées pour une treizième place au box-office des nouveautés derrière Charlotte (941) et devant Dealer (128).

## Autour du film
Une partie des dialogues du film sont en langue basque. C'est surtout le cas des scènes montrant la vie sociale des jeunes gens en 2000: à 2'50" du début du film, puis à 4'55". Le chant de la scène finale (à 1h45'), Xalbadorren heriotzean, est également en basque.
La scène finale (à 1h46'43") contient une brève apparition de la véritable Maixabel Lasa ‒ héroïne du film ‒ chantant avec les autres.

## Distinctions

### Récompenses
- Prix Feroz 2022
  - Meilleur film dramatique
  - Meilleur acteur dans un second rôle pour Urko Olazabal
- Goyas 2022
  - Meilleure actrice pour Blanca Portillo
  - Meilleur acteur dans un second rôle pour Urko Olazabal
  - Meilleur espoir féminin pour María Cerezuela
- Festival du cinéma espagnol de Nantes 2022[8]
  - Prix du jury Jules-Verne
  - Prix du public
- Prix Platino 2022[9] :
  - meilleure actrice pour Blanca Portillo

### Nominations
- Prix Platino 2022 :
  - meilleur film de fiction ;
  - meilleur réalisateur ;
  - meilleur acteur dans un second rôle pour Luis Tosar ;
  - meilleur acteur dans un second rôle pour Urko Olazabal ;
  - meilleur scénario ;
  - meilleur montage ;
  - prix Cinéma et Éducation aux Valeurs.

### Sélections
- Festival international du film de Saint-Sébastien 2021 : en compétition
- Reflets du cinéma ibérique et latino-américain (Villeurbanne) 2022[10]